# 데이땃쥐
데이땃쥐(Suncus dayi)는 땃쥐과의 포유류이다. 인도의 토착종이다. 자연 서식지는 아열대 또는 열대 기후 지역의 건조림이다. 서식지 감소로 멸종 위협을 받고 있다.